# Feketemolyfélék

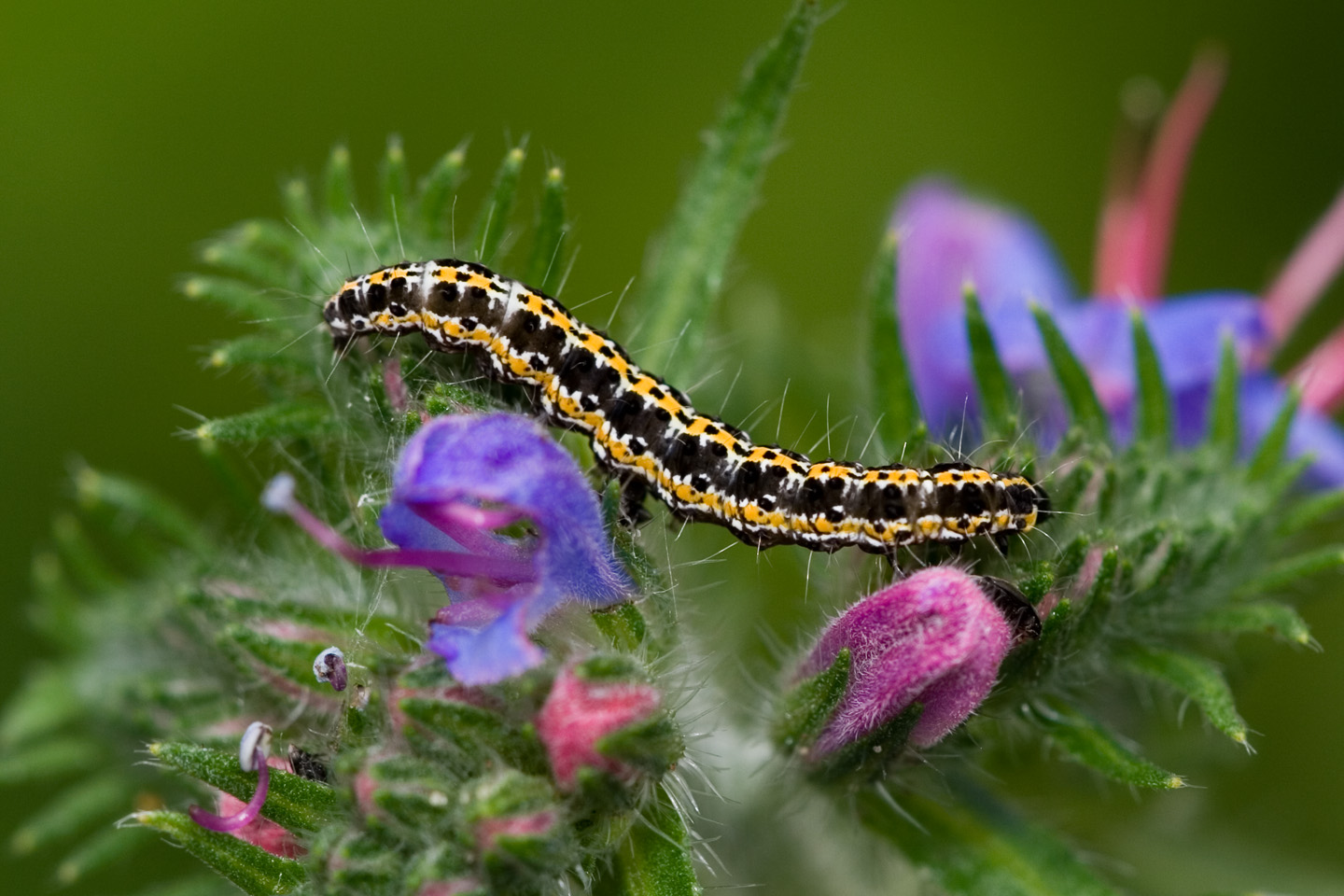
Kétpettyes feketemoly (Ethmia bipunctella) hernyója

A feketemolyfélék (Ethmiidae) a valódi lepkék (Glossata) alrendjébe tartozó Gelechioidea öregcsalád egyik családja hét nemmel, amelyekben a névadó Ethmia kivételével viszonylag kevés, de többnyire nagy területeken elterjedt fajt találunk. Magyarországon kilenc-tíz fajuk él (Mészáros, 2005; Pastorális, 2011).
Színes hernyóik finom szövedékükben gyakran társasan élnek tápnövényeiken, amelyek többsége a borágófélék (Boraginaceae) család tagja (Mészáros, 2005).

## Rendszertani felosztásuk a magyarországi fajokkal
- Agrioceros Meyrick, 1928
  - Agrioceros hypomelas
  - Agrioceros magnificella
  - Agrioceros neogena
  - Agrioceros platycypha
  - Agrioceros subnota
  - Agrioceros zelaea
- Betroka Viette, 1955
  - Betroka jacobsella
- Erysiptila Meyrick, 1914
  - Erysiptila clevelandi
  - Erysiptila phormophora
- Ethmia Hb., 1819 – körülbelül 430 fajjal
  - kétpettyes feketemoly (Ethmia bipunctella Fabricius, 1775) – Magyarországon közönséges (Fazekas, 2001; Buschmann, 2003; Pastorális, 2011; Pastorális & Szeőke, 2011)
  - őszi feketemoly (Ethmia candidella Alphéraky, 1908) – Magyarországon sokfelé előfordul (Fazekas, 2001; Buschmann, 2003; Pastorális, 2011; Pastorális & Szeőke, 2011)
  - tízpettyes feketemoly (Ethmia dodecea, E. decemguttella (Haworth, 1828) – Magyarországon közönséges (Fazekas, 2001; Buschmann, 2003; Pastorális, 2011; Pastorális & Szeőke, 2011)
  - Ethmia ethnica (Gozmány, 1956) – Magyarországon szórványos (Pastorális, 2011);
  - korai feketemoly (Ethmia fumidella Wocke, 1850) – Magyarországon sokfelé előfordul (Buschmann, 2003; Pastorális, 2011; Pastorális & Szeőke, 2011)
  - hullámos feketemoly (Ethmia haemorrhoidella Eversmann, 1844) – Magyarországon sokfelé előfordul (Fazekas, 2001; Pastorális, 2011; Pastorális & Szeőke, 2011)
  - levantei feketemoly (Ethmia iranella Zerny, 1940) – Magyarországon szórványos (Pastorális, 2011);
  - díszes feketemoly (Ethmia pusiella L., 1758) – Magyarországon általánosan elterjedt (Fazekas, 2001; Buschmann, 2003; Mészáros, 2005; Pastorális, 2011; Pastorális & Szeőke, 2011);
  - gyászos feketemoly (Ethmia quadrillella, E. funerella Goeze, 1783) – Magyarországon közönséges (Fazekas, 2001; Buschmann, 2003; Pastorális, 2011; Pastorális & Szeőke, 2011)
  - hatpettyes feketemoly (Ethmia terminella Fletcher, 1938) – Magyarországon közönséges (Fazekas, 2001; Buschmann, 2003; Pastorális, 2011; Pastorális & Szeőke, 2011)
- Macrocirca Meyrick, 1931
  - Macrocirca strabo
- Pseudethmia J.F.G. Clarke, 1950
  - Pseudethmia protuberans
- Sphecodora Meyrick, 1920
  - Sphecodora porphyrias